# Ceresium propinquum
Ceresium propinquum es una especie de escarabajo longicornio del género Ceresium, tribu Callidiopini, subfamilia Cerambycinae. Fue descrita científicamente por Holzschuh en 1982.

## Descripción
Mide 10-13,3 milímetros de longitud.

## Distribución
Se distribuye por Nepal.